# Трентвуд (Вашингтон)
Трентвуд (енгл. Trentwood) град је у америчкој савезној држави Вашингтон.

## Демографија
По попису из 2000. године број становника је 4.388.
| Група             | 2000.         | 2010.    |
| Белци             | 4.001 (91,2%) | 0 (0,0%) |
| Афроамериканци    | 31 (0,7%)     | 0 (0,0%) |
| Азијати           | 119 (2,7%)    | 0 (0,0%) |
| Хиспаноамериканци | 105 (2,4%)    | 0 (0,0%) |
| Укупно            | 4.388         | 0        |